# 科羅內爾 (智利)

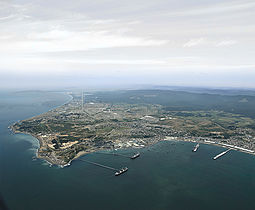

科羅內爾（西班牙語：Coronel）是智利的城鎮，位於該國中部，由比奧比奧大區的康賽普西翁省負責管轄，始建於1849年8月30日，面積279平方公里，海拔高度16米，2002年人口95,528，人口密度每平方公里342.4人。

## 外部連結
- MSN Map - elevation = 83m[永久]
- （西班牙文） Municipality of Coronel （页面存档备份，存于）